# آرثر لانغ
آرثر لانغ (بالإنجليزية: Arthur Lang)‏ (25 أكتوبر 1890 في الهند - 25 يناير 1915 في فرنسا) هو لاعب كريكت بريطاني (وحمل سابقاً جنسية المملكة المتحدة لبريطانيا العظمى وأيرلندا). لعب مع نادي مقاطعة ساسكس للكركيت ‏ وSuffolk County Cricket Club ‏ ونادي جامعة كامبريدج للكريكيت ‏.

## وصلات خارجية
- آرثر لانغ على موقع إي آس بي آن كريك إنفو (الإنجليزية)